# Prodigi dels escacs

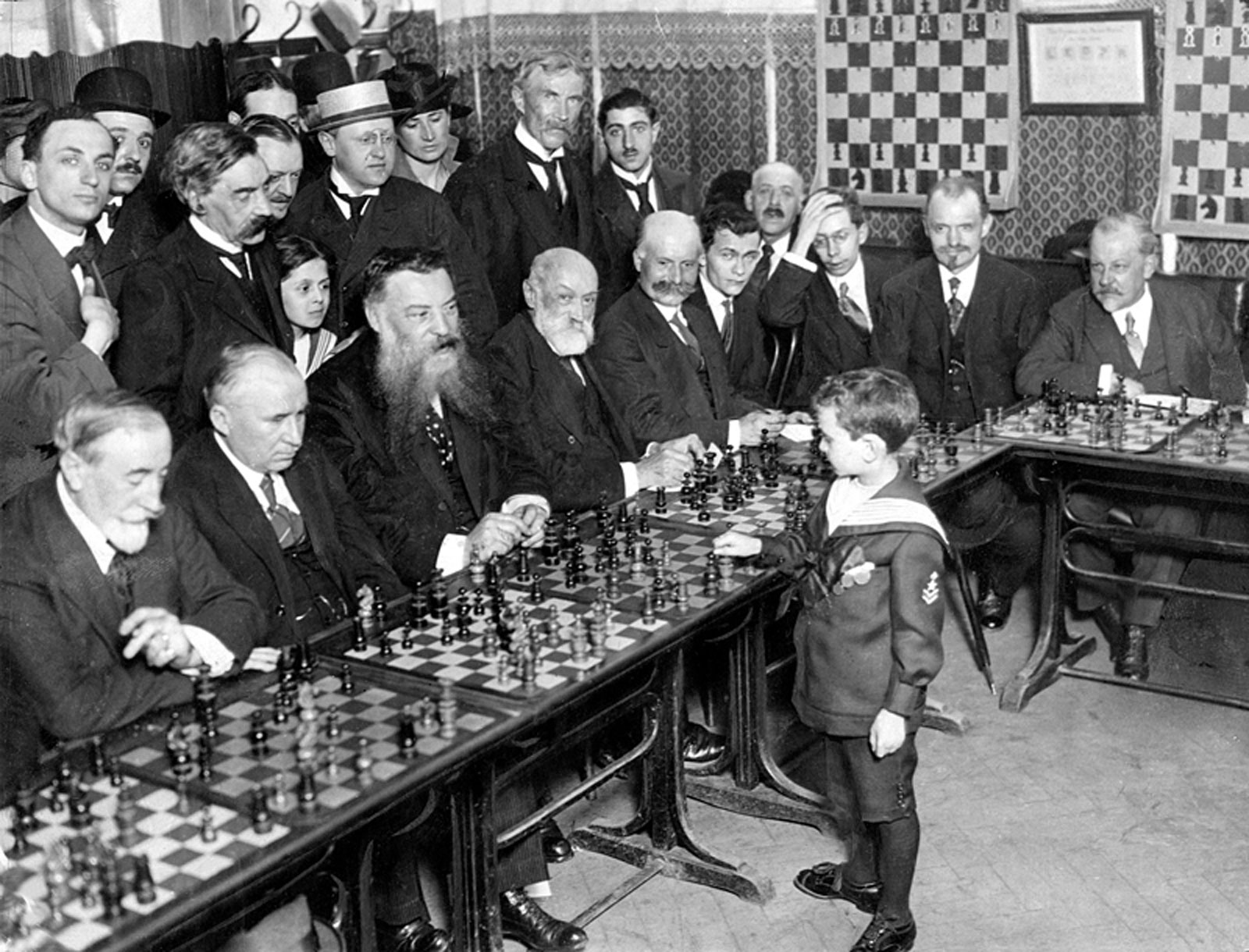
Sammy Reshevsky
, als vuit anys, fent una exhibició de simultànies, França, 1920.

Són anomenats prodigis dels escacs els infants que juguen a escacs tan bé que són capaços de vèncer Mestres i fins i tot Grans Mestres, ja amb molt poca edat. Els escacs són un dels pocs esports en què els infants poden competir amb els adults en igualtat de condicions, de manera que aquesta és una de les poques disciplines en què realment existeixen els nens prodigi. Les expectatives són enormes per als nens prodigi en escacs, però mentre que alguns arriben a ser fins i tot Campions del món, d'altres deixen de progressar quan arriben a l'edat adulta.

## Els primers prodigis dels escacs
Entre els primers prodigis dels escacs s'hi compten Paul Morphy (1837–1884) i José Raúl Capablanca (1888–1942). Ambdós varen guanyar matxs contra fortíssims rivals adults a l'edat de 12 anys; i Samuel Reshevsky (1911–1992), que ja donava exhibicions de simultànies als sis anys. Morphy va arribar a ser considerat Campió del Món (no oficial, abans que el títol oficial existís), Capablanca fou el tercer Campió del Món, i Reshevsky — que mai va arribar a assolir el títol — va formar part de l'elit mundial durant molts anys.
Als Països Catalans, fou un prodigi dels escacs n'Artur Pomar. Des de molt jove, el seu talent natural li va permetre obtenir resultats increïbles per a la seva edat. Per exemple, al Torneig de Gijón, el 1944, als 13 anys va fer taules amb el Campió del món Aleksandr Alekhin. Pomar és des de llavors el jugador més jove que mai hagi fet taules amb el Campió del món regnant amb un control de temps normal.

## Llista dels Grans Mestres més joves de la història
Una manera de mesurar els nens prodigi en escacs és l'edat a la qual han obtingut el títol de Gran Mestre. Cal remarcar que el títol existeix oficialment només des de 1950, i també que l'obtenció del títol ha esdevingut relativament més senzilla en els darrers anys (vegeu Inflació de títols). En qualsevol cas, hi ha hagut un nombre creixent de forts nens prodigi en els darrers anys.

### Posseïdors de títols
A continuació hi ha jugadors que han ostentat el rècord de Gran Mestre (GM) més jove. L'edat llistada és la que tenien quan van guanyar-se el títol (no és necessàriament la mateixa que l'edat a la qual van esdevenir GM de forma oficial, ja que els títols només són atorgats als Congressos de la FIDE. La nacionalitat que consta és la que tenien en el moment de guanyar-se el títol, no l'actual o posteriors si n'hi ha.
| Any  | Jugador           | País            | Edat                       |
| ---- | ----------------- | --------------- | -------------------------- |
| 1950 | David Bronstein   | Unió Soviètica  | 26 anys                    |
| 1952 | Tigran Petrossian | Unió Soviètica  | 23 anys                    |
| 1955 | Borís Spasski     | Unió Soviètica  | 18 anys                    |
| 1958 | Bobby Fischer     | Estats Units    | 15 anys, 6 mesos, 1 dia    |
| 1991 | Judit Polgár      | Hongria         | 15 anys, 4 mesos, 28 dies  |
| 1994 | Péter Lékó        | Hongria         | 14 anys, 4 mesos, 22 dies  |
| 1997 | Etienne Bacrot    | França          | 14 anys, 2 mesos, 0 dies   |
| 1997 | Ruslan Ponomariov | Ucraïna         | 14 anys, 0 mesos, 17 dies  |
| 1999 | Bu Xiangzhi       | R.P. de la Xina | 13 anys, 10 mesos, 13 dies |
| 2002 | Serguei Kariakin  | Ucraïna         | 12 anys, 7 mesos, 0 dies   |
| 2021 | Abhimanyu Mishra  | Estats Units    | 12 anys, 4 mesos, 25 dies  |
A continuació hi ha una llista dels jugadors que han esdevingut GM abans del seu quinzè aniversari:
| No. | Jugador                   | País            | Edat                           |
| --- | ------------------------- | --------------- | ------------------------------ |
| 1.  | Abhimanyu Mishra          | Estats Units    | 12 anys, 4 mesos, 25 dies      |
| 2.  | Sergey Karjakin           | Ucraïna         | 12 anys, 7 mesos, 0 dies       |
| 3.  | Gukesh D                  | Índia           | 12 anys, 7 mesos, 17 dies      |
| 4.  | Javokhir Sindarov         | Uzbekistan      | 12 anys, 10 mesos, 5 dies      |
| 5.  | Praggnanandhaa Rameshbabu | Índia           | 12 anys, 10 mesos, 13 dies     |
| 6.  | Nodirbek Abdusattorov     | Uzbekistan      | 13 anys, 1 mes, 11 dies        |
| 7.  | Parimarjan Negi           | Índia           | 13 anys, 4 mesos, 22 dies      |
| 8.  | Magnus Carlsen            | Noruega         | 13 anys, 4 mesos, 27 dies      |
| 9.  | Wei Yi                    | R.P. de la Xina | 13 anys, 8 mesos, 23 dies[3]   |
| 10. | Raunak Sadhwani           | Índia           | 13 anys, 9 mesos, 28 dies[4]   |
| 11. | Bu Xiangzhi               | R.P. de la Xina | 13 anys, 10 mesos, 13 dies     |
| 12. | Samuel Sevian             | Estats Units    | 13 anys, 10 mesos, 27 dies[5]  |
| 13. | Richárd Rapport           | Hongria         | 13 anys, 11 mesos, 6 dies[6]   |
| 14. | Teimur Radjàbov           | Azerbaidjan     | 14 anys, 0 mesos, 14 dies      |
| 15. | Ruslan Ponomariov         | Ucraïna         | 14 anys, 0 mesos, 17 dies      |
| 16. | Wesley So                 | Filipines       | 14 anys, 1 mes, 28 dies[7]     |
| 17. | Etienne Bacrot            | França          | 14 anys, 2 mesos, 0 dies       |
| 18. | Jorge Cori                | Perú            | 14 anys, 2 mesos[8]            |
| 19. | Illia Nyjnyk              | Ucraïna         | 14 anys, 3 mesos, 2 dies[9]    |
| 20. | Maxime Vachier-Lagrave    | França          | 14 anys, 4 mesos[10]           |
| 21. | Péter Lékó                | Hongria         | 14 anys, 4 mesos, 22 dies      |
| 22. | Hou Yifan                 | R.P. de la Xina | 14 anys, 6 mesos, 16 dies[11]  |
| 23. | Anish Giri                | Rússia          | 14 anys, 7 mesos, 2 dies[12]   |
| 24. | Iuri Kuzúbov              | Ucraïna         | 14 anys, 7 mesos, 12 dies[13]  |
| 25. | Dariusz Swiercz           | Polònia         | 14 anys, 7 mesos, 29 dies      |
| 26. | Nguyen Ngoc Truong Son    | Vietnam         | 14 anys, 10 mesos[14]          |
| 27. | Daniil Dubov              | Rússia          | 14 anys, 11 mesos, 14 dies[15] |
| 28. | Ray Robson                | Estats Units    | 14 anys, 11 mesos, 16 dies[16] |
| 29. | Fabiano Caruana           | Itàlia          | 14 anys, 11 mesos, 20 dies[17] |
Nota: Kariakin ha canviat de federació després d'assolir el títol de GM.
A continuació hi ha les jugadores que ostenten el rècord femení d'obtenció del títol de GM absolut (que cal no confondre amb el títol inferior de Gran Mestre Femení (WGM)):
| Any  | Jugadora            | País            | Edat                 |
| ---- | ------------------- | --------------- | -------------------- |
| 1978 | Nona Gaprindaixvili | Unió Soviètica  | 37 anys              |
| 1984 | Maia Txiburdanidze  | Unió Soviètica  | 23 anys              |
| 1991 | Susan Polgár        | Hongria         | 21 anys              |
| 1991 | Judit Polgár        | Hongria         | 15 anys, 4 mesos     |
| 2002 | Koneru Humpy        | Índia           | 15 anys 1 mes        |
| 2008 | Hou Yifan           | R.P. de la Xina | 14 anys, 6 mesos[18] |